# دومينيك كامينغز
دومينيك كامينغز (بالإنجليزية: Dominic Mckenzie Cummings)‏ هو مستشار سياسي بريطاني، ولد في 25 نوفمبر 1971 في درم في المملكة المتحدة.